# Morte sul castello di poppa
Morte sul castello di poppa (The After House) è un romanzo giallo della scrittrice statunitense Mary Roberts Rinehart pubblicato nel 1914.

## Personaggi
- Ralph Leslie: giovane laureato in medicina
- McWhirter: collega di Leslie
- Marshall Turner: proprietario del panfilo "Ella"
- Signora Turner: moglie di Marshall
- Elsa Lee: sorella della signora Turner
- Signor Vail: ospite del panfilo "Ella"
- Signora Johns: ospite del panfilo "Ella"
- Capitano Richardson: comandante del panfilo "Ella"
- Karen Hansen: cameriera di bordo
- Henrietta sloane: guardarobiera di bordo
- George Williams: cameriere di bordo
- Charlie Jones, Robert Burns, William McNamara, Carl Clarke, Joseph Adams, John Oleson, Tom MacKenzie, Obadiah Williams: marinai

## Edizioni in italiano
- M. R. Rinehart, Vele insanguinate: romanzo, traduzione di Alberto Tedeschi, A. Mondadori, Milano 1936
- Mary Roberts Rinehart, Morte sul castello di poppa, Compagnia del giallo, Roma 1993